# Associazione Sportiva Ischia Isolaverde 1982-1983
Questa voce raccoglie le informazioni riguardanti l'Ischia Isolaverde nelle competizioni ufficiali della stagione 1982-1983.

## Stagione
Nel 1982-1983 l'Ischia partecipò al suo secondo Campionato Interregionale. La guida tecnica della squadra fu affidata a Michele Abbandonato che grazie ai gol di Francesco Impagliazzo e di Ciro Ippolito riuscì nell'impresa di vincere il torneo e approdare in Serie C2, classificandosi al primo posto con sette punti di vantaggio sul Rifo Sud.

## Organigramma societario
Area direttiva
- Presidente: Felice Cantone
- Presidente onorario:
- Vice presidenti: Giovanni Ascione, Giuseppe Ciaravolo, Michele Mattera
- Direttore generale: Enrico Scotti

Area organizzativa
- Segretario: Carlo Pilato
- Tesoriere: Salvatore Ambra

Area tecnica
- Allenatore: Michele Abbandonato
- Allenatore in seconda: Vincenzo Rispoli

Area sanitaria
- Medici sociali: Nello Carraturo
- Massaggiatori: Adolfo Crispi

## Rosa
| N. |                   | Ruolo | Calciatore                       |
| -- | ----------------- | ----- | -------------------------------- |
|    | Italia (bandiera) | P     | Franco Del Prete                 |
|    | Italia (bandiera) | P     | Michele Migliaccio               |
|    | Italia (bandiera) | C     | Domenico Ambrosino               |
|    | Italia (bandiera) | D     | Domenico Castagna                |
|    | Italia (bandiera) | D     | Antonio Cortese                  |
|    | Italia (bandiera) | D     | Aniello Migliaccio               |
|    | Italia (bandiera) | D     | Francesco Impagliazzo (capitano) |
|    | Italia (bandiera) | D     | Giorgio Vesce                    |
|    | Italia (bandiera) | C     | Renato Ambrosino                 |
|    | Italia (bandiera) | C     | Enrico Assante                   |

| N. |                   | Ruolo | Calciatore         |
| -- | ----------------- | ----- | ------------------ |
|    | Italia (bandiera) | C     | Rosario Curci      |
|    | Italia (bandiera) | C     | Vincenzo Fusco     |
|    | Italia (bandiera) | C     | Giuseppe Monti     |
|    | Italia (bandiera) | C     | Gianfranco Pilato  |
|    | Italia (bandiera) | C     | Rosario Volpe      |
|    | Italia (bandiera) | C     | Francesco Rando    |
|    | Italia (bandiera) | A     | Giuseppe Di Meglio |
|    | Italia (bandiera) | A     | Ciro Ippolito      |
|    | Italia (bandiera) | A     | Francesco Avolio   |
|    | Italia (bandiera) | A     | Vincenzo Onorato   |
|    | Italia (bandiera) | A     | Aurelio Riccio     |

## Risultati

### Campionato

#### Girone di andata
| Santa Maria Capua Vetere 19 settembre 1982 1ª giornata | Gladiator | 0 – 3 | Ischia Isolaverde | Stadio Mario Piccirillo |

| Arbitro: | Rossignoli (Firenze) |

|                                 |           |                                |
| Avolio 40’, 82’ Pilato 60’, 88’ | Marcatori | 18’ (aut.) Vesce 63’ Altobelli |

| Sora 3 ottobre 1982 3ª giornata | Sora | 1 – 2 | Ischia Isolaverde | Stadio Claudio Tomei |

| Ischia 10 ottobre 1982 4ª giornata | Ischia Isolaverde | 3 – 0 | Colleferro | Stadio Vincenzo Rispoli |

| Arbitro: | Parinello (Terni) |

|  |           |           |
|  | Marcatori | 1’ Avolio |

| Arbitro: | Fiaschi (Pisa) |

|                |           |  |
| Volpe 76 rig.’ | Marcatori |  |

| Arbitro: | Izzo (Casarano) |

|               |           |                 |
| Casciello 64’ | Marcatori | 23’, 68’ Avolio |

| Ariano Irpino 7 novembre 1982 8ª giornata     | Ariano    | 0 – 1 referto | Ischia Isolaverde | Stadio Silvio Renzulli |
| \| \| \| \| \| \| Marcatori \| 7’ Ippolito \| |           |               |                   |                        |
|                                               |           |               |                   |                        |
|                                               | Marcatori | 7’ Ippolito   |                   |                        |

| Ischia 14 novembre 1982 9ª giornata | Ischia Isolaverde | 2 – 2 | Terracina | Stadio Vincenzo Rispoli |

| Gaeta 21 novembre 1982 10ª giornata | Gaeta | 1 – 0 | Ischia Isolaverde | Stadio Antonio Riciniello |

| Ischia 28 novembre 1982 11ª giornata | Ischia Isolaverde | 3 – 1 | Aesernia | Stadio Vincenzo Rispoli |

| Ischia 5 dicembre 1982 12ª giornata | Ischia Isolaverde | 2 – 0 | Arzanese | Stadio Vincenzo Rispoli |

| San Salvo 12 dicembre 1982 13ª giornata | San Salvo | 1 – 0 | Ischia Isolaverde |  |

| Ischia 19 dicembre 1982 14ª giornata | Ischia Isolaverde | 2 – 0 | Boys Caivanese | Stadio Vincenzo Rispoli |

| Arbitro: | Di Savino (Foggia) |

|                         |           |                 |
| Fratini 46’ De Rosa 49’ | Marcatori | 86’ Impagliazzo |

#### Girone di ritorno
| Ischia 16 gennaio 1983 1ª giornata | Ischia Isolaverde | 1 – 2 | Gladiator | Stadio Vincenzo Rispoli |

| Atessa 23 gennaio 1983 2ª giornata | Val di Sangro | 1 – 1 | Ischia Isolaverde | Stadio Monte Marcone |

| Ischia 30 gennaio 1983 3ª giornata | Ischia Isolaverde | 2 – 1 | Sora | Stadio Vincenzo Rispoli |

| Colleferro 4 marzo 1983 4ª giornata           | Colleferro | 0 – 1       | Ischia Isolaverde | Stadio Maurizio Natali |
| \| \| \| \| \| \| Marcatori \| Impagliazzo \| |            |             |                   |                        |
|                                               |            |             |                   |                        |
|                                               | Marcatori  | Impagliazzo |                   |                        |

| Ischia 13 febbraio 1983 5ª giornata | Ischia Isolaverde | 0 – 0 | Rifo Sud | Stadio Vincenzo Rispoli |

| Giugliano in Campania 20 febbraio 1983 6ª giornata | Giugliano | 1 – 1 | Ischia Isolaverde | Stadio Alberto De Cristofaro |

| Ischia 13 marzo 1983 7ª giornata | Ischia Isolaverde | 3 – 1 | Acerrana | Stadio Vincenzo Rispoli |

| Ischia 20 marzo 1983 8ª giornata | Ischia Isolaverde | 1 – 0 | Ariano | Stadio Vincenzo Rispoli |

| Terracina 27 marzo 1983 9ª giornata | Terracina | 1 – 1 | Ischia Isolaverde | Stadio Mario Colavolpe |

| Ischia 10 aprile 1983 10ª giornata | Ischia Isolaverde | 3 – 0 | Gaeta | Stadio Vincenzo Rispoli |

| Isernia 17 aprile 1983 11ª giornata | Aesernia | 1 – 1 | Ischia Isolaverde | Stadio X Settembre |

| Arzano 24 aprile 1983 12ª giornata | Arzanese | 0 – 0 | Ischia Isolaverde | Stadio Sabatino De Rosa |

| Ischia 1 maggio 1983 13ª giornata | Ischia Isolaverde | 2 – 0 | San Salvo | Stadio Vincenzo Rispoli |

| Caivano 8 maggio 1983 14ª giornata | Boys Caivanese | 0 – 1 | Ischia Isolaverde | Stadio Ernesto Faraone |

| Arbitro: | Alfonso (Alghero) |

|                              |           |              |
| Ippolito 50’ Impagliazzo 59’ | Marcatori | 30’ Arciello |